# Gottfried August Bürger
Gottfried August Bürger (Molmerswende, ma Mansfeld része, 1747. december 31. – Göttingen, Német-római Birodalom, 1794. június 8.) német író, költő, a Münchhausen báró kalandjai szerzője.

## Élete

### Korai évek és tanulmányai
Bürgert tizenkét esztendős korában gyakorlatilag az anyai nagyapja, Bauer fogadta örökbe, Ascherslebenben. A kisvárosban a Pädagogium at Halle-hoz küldték. 1764-től a teológia szakon tanult tovább. Azonban nem sokkal később elhagyta a teológiát, és a jogtudomány hallgatójává vált. Itt Christian Adolph Klotz (1738-1771) német filológus befolyása alá került. Az egyetemet itt nem sikerült elvégeznie, ezért 1768-ban átiratkozott a Göttingeni Egyetemre, itt újra a jogtudomány hallgatójaként tanult tovább.
Hamarosan az irodalommal kezdett foglalkozni, és igen rendetlen, kicsapongó életet élt. Legelső költeményei 1771-ben a Göttinger Musenalmanach című évkönyvben jelentek meg. 1772-ben körjegyző lett a hannoveri Altengleichenben. Lenore című költeménye, mely 1774-ben jelent meg a Gött. Musenalmanachban, egész Németországban ismertté tette nevét. Ugyanebben az évben nőül vette Leonhard niedecki körjegyző leányát, Dorottyát, de a lakodalom után nemsokára szenvedélyesen megszerette felesége húgát, Augusztát, akit költeményeiben Molly néven ünnepelt. Ebből szertelen viszályok keletkeztek, melyek nemcsak családi életét, hanem jó hírnevét is tönkre tették. Ezekhez még pénzbeli zavarok és hivatali bajok is járultak.
1784-ben felesége meghalt, ő lemondott hivataláról és Göttingenbe ment egyetemi magántanárnak. 1785 júliusában feleségül vette Augusztát, aki már 1786. június 6-án meghalt. 1790 őszén újra megházasodott; felesége Elise Hahn lett, aki egy költeményben nyilvánosan ajánlotta fel neki a kezét. De ez a házasság is áldatlan volt; felesége feslett életet élt, és emiatt Bürger általános gúny és üldözés tárgya lett. Végül 1792 márciusában törvényesen elvált Elise Hahntól. De a költő többé nem szedhette össze magát. Egészséges kedélye tönkre volt téve, ezenkívül végtelenül megbántotta őt Schillernek a jénai Allgemeine Litteraturzeitungban közölt túlságosan szigorú ítélete; harmadik feleségének pazarlása folytán pedig anyagilag is úgy tönkrement, hogy koldusbotra jutott. Fordításokkal tengette életét, ismerősei elfordultak tőle. Így halt meg tuberkulózisban.
Költeményeinek első gyűjteménye (Gedichte) 1778-ban jelent meg Göttingenben, és azóta számtalan kiadást ért meg. Összes műveit K. Reinhard adta ki 1823-24-ben 7 kötetben és Ed. Grisebach 1872-ben 2 kötetben. Legszebb balladáit magyarázta Heinrich Gusztáv, Német balladák és románcok I, 2. kiadás 1887.
Legismertebb műve a Münchhausen báró kalandjai (1786), egy nagyotmondó katonanemes képtelen és mulatságos anekdotái, históriái. A világhírű történetfüzérnek számos újramesélése, megfilmesítése stb. létezik szerte a világon.

## Magyarul megjelent művei

### 1919-ig
- Lenore és más balladák
- Báró de Mánx lengyel orsz. confed generálisának a tengeren és szárazon tett utazásai. Öszve-szedettek és magyar nyelven ki-adattak hív unokája által; Landerer, Pozsony–Pest, 1805 (Téli és nyári könyvtár)
- Báró de Mánx a tengeren és szárazon tett utazásai és tsudálkozásra méltó történetei. Öszve-szed. és magyar nyelven ki-ad. hív unokája által; Landerer, Pozsony–Pest, 1813
- Valóságos mesterség úgy hazudni, hogy érdemes légyen kinyomtatni, vagy Báró Nyargalótzinak tsudálatos utazása; Trattner Mátyás, Pest, 1813
- Báró de Manx vizen, szárazon és a levegőben, gyalog és lóháton, háborúban és békében való egyedül igaz élményei. Meséli ő maga; Lampel, Pest, 1859
- Báró Münchausen csodálatos kalandjai, csinjai, binjai amint azokat ő maga elbeszélni szokta; ifjúsági ford., átdolg. Lauka Gusztáv; Lauffer és Stolp, Pest, 1863 (Pesti képeskönyvek)
- Münchhausen báró kalandjai; G. A. Bürger eredetije után átdolg., előszó Hoffmann Ferenc, ford. Győri József; Nagel, Bp., 1882
- Münchausen báró csodálatos kalandjai és utazásai; ifjúsági átdolg. Sándor A.; Nagel, Bp., 1888
- Münchhausen báró csodálatos utazásai és kalandjai vízen és szárazon; az ifjúság számára Oskar Höcker nyomán ford. Koltai Virgil; Révai-Salamon Ny., Bp., 1900 k.
- Münchhausen, az igazmondó német báró csodálatos kalandjai; elbeszélte ő maga, a magyar ifjúságnak elmeséli Gaal Mózes; Lampel, Bp., 1903
- Münchhausen báró csodálatos kalandjai; átdolg. Baráth Dániel; Eisler, Bp., 1906
- Münchhausen báró vidám kalandjai szárazon és vízen; az ifjúságnak elbeszéli Vágó Ferenc; Athenaeum, Bp., 1906
- Münchhausen báró csodálatos kalandjai szárazon és vízen; a magyar ifjúság számára átdolg. Baróti Lajos, ill. Gustav Doré; Rozsnyai, Bp., 1911
- Forray Dezső: Egy kocsis fia vagy A forgalom jutalma / Münchhausen báró csodálatos kalandjai és utazásai; ford. Sárosi Bella / Sas Ede: Együtt maradunk, Éjszaka a Balatonon stb.; Magyar Kereskedelmi Közlöny, Bp., 1919

### 1920–1944
- Münchhausen vidám kalandjai; Tolnai, Bp., 1920 k.
- Münchhausen báró világraszóló utazásai és kalandjai; ifjúsági átdolg. kiad.; Hajnal, Bp., 1924
- Münchhausen báró újabb kalandjai; Kellner, Bp., 1925 (Mesekönyvtár)
- Münchausen báró csodálatos kalandjai; Pallas Ny., Bp., 1927 (Tündérvásár könyvtára)
- Münchhausen csodálatos kalandjai; a magyar ifjúság számára átdolg. Z. Tábori Piroska, ill. Bortnyik Sándor; Dante, Bp., 1931
- Münchhausen báró utazásai és kalandjai; ifjúsági átdolg. Kertész Erzsébet, ill. Pályi Jenő; Nova, Bp., 1943
- Münchausen báró csodálatos kalandjai; az ifjúságnak elbeszéli Gálszécsi István, címlap Weidlinger Júlia, ill. Korcsmáros Pál; Péchyné, Bp., 1943
- Münchhausen csodálatos utazásai szárazon és vizen. Önvallomásai vándorlásairól és vidám kalandjairól; ford. Kuthy Pál, ill. Gustav Doré; Fővárosi, Bp., 1943
- Münchhausen báró kalandjai; átdolg. Ajtai kálmán, ill. Andor Loránt; Szt. István Társulat, Bp., 1943
- Münchhausen báró kalandjai; Mándy Iván átírásában, ill. Fery Antal; Forrás, Bp., 1944

### 1945–1989
- Münchausen báró kalandjai, 1-2.; ill. Zórád Ernő; Ifjúsági Lapkiadó Vállalat–Junge Welt, Bp.–Berlin, 1957 (ifjúsági képregény)
- G. A. Bürger–Karl Immermann: Münchhausen báró; ford., átdolg., utószó Homoródy József, ill. Würtz Ádám; Magvető, Bp., 1957 (Vidám könyvek)
- Münchhausen vidám kalandjai; G. A. Bürger nyomán feldolg. Elena Chmelová, szlovákból ford. Tordon Ákos, ill. Vincent Hloznik; Móra, Bp., 1975
- G. A. Bürger: Münchhausen báró csodálatos utazásai szárazon és vizen, haditettei és vidám kalandjai, ahogyan kancsó mellett, baráti körében maga mesélte el; ford. Homoródi József, ill. Gustave Doré; Helikon, Bp., 1983
- Münchhausen báró csodálatos kalandjai, 1-2.; szerk., Bürger műve nyomán szöveg Erdei D. András, ill. Zórád Ernő; Lapkiadó Vállalat, Bp., 1986

### 1990–
- Erich Kästner mesél / Till Eulenspiegel / Münchhausen / Don Quijote / A schildai polgárok / Gulliver utazásai; ford. Rónaszegi Éva, ill. Walter Trier, Horst Lemke; Móra, Bp., 1992
- Gottfried August Bürger: Münchhausen báró kalandjai / Charles Perrault: Lúdanyó meséi; ifjúsági átdolg. és ford. Tordon Ákos, Rónay György, Szűcs János, összeáll., szerk. Tóth Emese, utószó Kovács Ágnes, ill. Gustave Doré; Kossuth, Bp., 1994
- Münchhausen báró barangolásai a nagyvilágban. Átdolgozás G. A. Bürger műve, a Münchhausen báró kalandjai (1786) nyomán; ford. Csire Gabriella, ill. Felszegi Stefánia; Erdélyi Gondolat, Székelyudvarhely, 2001
- Báró Münchhausen csodálatos kalandjai, csinjai, binjai, cselei és bohoczságai, amint azokat barátai körében ö maga elbeszélni szokta; ford., átdolg. Lauka Gusztáv [1863]; hasonmás kiadás; Pytheas, Bp., 2003
- Münchhausen. Münchhausen báró csodálatos utazásai és kalandjai szárazon és vízen. Nyolc történet; ill. Walter Trier, ford. Rónaszegi Éva; Móra, Bp., 2014 (Erich Kästner mesél)
- Rudolf Erich Raspe–Gottfried August Bürger: Münchhausen báró vidám kalandjai; ford., átdolg. Szögi Mihály, ill. Olekszandr Krutik; Elektra, Érd, 2017

## Fordítás
- Ez a szócikk részben vagy egészben  a   Gottfried August Bürger című angol Wikipédia-szócikk fordításán alapul.  Az eredeti cikk szerkesztőit annak laptörténete sorolja fel. Ez a jelzés csupán a megfogalmazás eredetét és a szerzői jogokat jelzi, nem szolgál a cikkben szereplő információk forrásmegjelöléseként.